# Mister
Mister, spesso scritto nella forma contratta Mr.  o Mr, è un titolo onorifico della lingua inglese usato comunemente per uomini che non abbiano un titolo onorifico o professionale più alto, o un appellativo che li indichi in modo più specifico. Il titolo Mr è derivato da precedenti forme di master, così come le forme femminili equivalenti Mrs, Miss e Ms sono derivate da mistress. Master è talvolta ancora usato come onorifico per ragazzi e giovani uomini.
La forma plurale moderna è Misters, sebbene la sua abbreviazione formale Messrs provenga dall'uso del titolo francese messieurs nel XVIII secolo. Messieurs è il plurale di monsieur (originalmente mon sieur, "mio signore"), formato dalla declinazione al plurale di ognuno degli elementi che lo compongono.

## L'etichetta nella storia
Storicamente, ci si rivolgeva a qualcuno chiamandolo mister solo se era al di sopra del proprio stato sociale e non aveva un titolo superiore come Sir o my lord nel sistema inglese delle classi sociali. Ciò è ormai obsoleto, e si è diffuso gradualmente prima come segno di rispetto verso gli uomini di pari condizione, poi verso tutti quelli senza un appellativo più elevato.
Nel XIX secolo, e in Gran Bretagna anche prima, si riconoscevano due gradi di "gentiluomo" (gentleman); il superiore era autorizzato a denominarsi esquire (normalmente abbreviato Esq. dopo il nome), e l'inferiore utilizzava Mr prima del nome. Attualmente, nella corrispondenza da Buckingham Palace, un uomo che sia cittadino del Regno Unito è appellato con Esq. dopo il nome, uno di nazionalità straniera è indicato con Mr anteposto.
Nei secoli scorsi, Mr era usato assieme al nome di battesimo per distinguere tra membri della stessa famiglia che potevano altrimenti essere confusi nella conversazione: Mr Doe sarebbe stato il più anziano dei presenti; i fratelli o i cugini più giovani sarebbero stati nominati come Mr Richard Doe, Mr William Doe e così via. Tale utilizzo si è conservato più a lungo in aziende a gestione famigliare oppure quando i domestici si riferivano ai membri maschi adulti della famiglia con lo stesso cognome: "Mr Robert and Mr Richard will be out this evening, but Mr Edward is dining in" ("Il signor Robert e il signor Richard questa sera usciranno, ma il signor Edward cenerà in casa"). In altre circostanze, un utilizzo simile per indicare rispetto unito a familiarità è comune alla maggioranza delle culture anglofone, tra le quali quella degli Stati Uniti meridionali.

## Titoli professionali
Mr è talvolta usato in combinazione con certi titoli (Mr President, Mr Speaker, Mr Justice, Mr Dean, rispettivamente "signor Presidente", "signor Speaker", "signor giudice", "signor decano"). L'equivalente femminile è solitamente Madam, sebbene in alcuni contesti sia usato anche Mrs . Tutti questi, tranne Mr Justice, sono usati come appellativi diretti senza il nome. In certi contesti professionali di diverse aree, Mr ha dei significati specifici, dei quali seguono alcuni esempi.

### Medicina
Nel Regno Unito, in Irlanda e in alcuni paesi del Commonwealth (come Repubblica Sudafricana, Nuova Zelanda e alcuni stati dell'Australia), molti chirurghi usano il titolo Mr (or Miss, Ms, Mrs a seconda dei casi), anziché Dr (Doctor). Fino al XIX secolo, per diventare chirurgo non era necessario aver ottenuto la laurea in medicina. Perciò, la pratica moderna di riprendere il titolo Mr da Dr dopo aver completato gli esami di specializzazione di chirurgia (ad es. la Membership of the Royal College of Surgeons or la Royal Australasian College of Surgeons) è un rimando storico alle origini della chirurgia nel Regno Unito quando era praticata da barbieri senza una certificazione medica.

### Uso militare
Nelle forze armate statunitensi, gli ufficiali di carriera più anziani si rivolgono agli warrant officer e ai chief warrant officer maschi chiamandoli Mister. Nella Marina militare e nella Guardia Costiera statunitense è appropriato usare Mister per riferirsi a ufficiali di carriera sotto il grado di comandante (commander), o a ufficiali subordinati, benché l'uso di Mister implichi familiarità, al confronto con l'uso del grado per un ufficiale sconosciuto. Ci si può rivolgere alle ufficiali donne sotto il grado di comandante come Miss, Ms. o Mrs., a seconda dei casi.
Nelle forze armate britanniche, ci si rivolge con Sir a un warrant officer da parte degli ufficiali non di carriera e da chiunque abbia un grado differente; gli ufficiali di carriera, in particolare quelli alle prime armi, dovrebbero rivolgersi a un warrant officer usando Mister seguito dal cognome, sebbene spesso si utilizzi il loro grado o il loro ruolo, ad esempio "Sergeant Major", "Regimental Sergeant Major", or "RSM". Un subalterno è spesso chiamato col cognome a cui è stato anteposto Mister sia da chi ricopre altri gradi sia dagli ufficiali di carriera più anziani, ad esempio dicendo "Report to Mister Smythe-Jones" ("Fate rapporto al signor Smythe-Jones") anziché "Report to 2nd Lieutenant Smythe-Jones" ("Fate rapporto al 2º luogotenente Smythe-Jones").

### Giudici
Nei tribunali d'Inghilterra e Galles, i giudici della corte suprema sono chiamati, ad esempio, Mr Justice Crane, a meno che no abbiano diritto di essere chiamati Lord Justice. Quando è necessario evitare ambiguità si usa il prenome, ad esempio Mr Justice Robert Goff per distinguerlo da un predecessore Mr Justice Goff. L'equivalente femminile è Mrs Justice Hallett, non Madam Justice Hallett. Quando siede più di un giudice e c'è bisogno di essere specifici, l'appellativo è My Lord, Mr Justice Crane. I giudici della corte suprema hanno il diritto di essere chiamati col titolo The Honourable ("l'Onorevole") mentre sono in carica: ad es., the Honourable Mr Justice Robert Goff. Negli scritti come i verbali delle sedute, i titoli Mr Justice o Mr Justice sono entrambi abbreviati con una J. posta dopo il nome. Ad esempio, Crane J. può stare per Mr Justice Crane. Ci si rivolge ancora appropriatamente ai giudici donne solo con My Lord, ma My Lady è accettabile nell'uso moderno.
Ci si può rivolgere al Presidente della Corte suprema degli Stati Uniti d'America (Chief Justice of the United States) sia con Mr Chief Justice sia con Chief Justice. Ad esempio, Mr Chief Justice Roberts o Chief Justice Roberts.

### Clero cattolico
Nei paesi di lingua inglese, Mr  l'onorifico e l'appellativo corretto per i seminaristi e gli altri aspiranti all'ordinazione sacerdotale nella Chiesa cattolica. Un tempo spettava a tutto il clero secolare, compresi i curati, poiché l'uso di "Father" ("Padre") era riservato ai religiosi ("regolari"). L'uso del titolo "Father" per il clero parrocchiale divenne usuale attorno agli anni Venti del XIX secolo.
Un seminarista diocesano è correttamente indicato come Mr, ed una volta ordinato come diacono ci si rivolge a lui nelle comunicazioni formali (benché di rado nella conversazione) come the Reverend Mister  (o Rev. Mr, "il signor reverendo"). Negli istituti religiosi sacerdotali, Mr è il titolo assegnato agli applicanti. Ad esempio, nella Compagnia di Gesù, un uomo che sta per diventare sacerdote avendo completato il noviziato ma che non è ancora stato ordinato è Mr John Smith, SJ; ci si rivolge a lui verbalmente come Mister Smith, per distinguerlo dai suoi confratelli gesuiti presbiteri (sebbene, prima del 1820 circa, anche molti sacerdoti gesuiti fossero chiamati Mr).  Gli ordini fondati prima del XVI secolo non seguono di norma questa pratica: ad esempio, un francescano o un domenicano diventa un frate dopo il noviziato ed è perciò indicato come Brother ("Fra(te)") o, se è un sacerdote, Father ("Padre").
Negli Stati Uniti, i diaconi permanenti sono indicati come Deacon o the Reverend Deacon seguito da nome e cognome (ad es., Deacon John Jones, anziché the Reverend Mr).

## Altri usi
- Negli ambienti sportivi italiani, e in particolare nel calcio, i giocatori, il personale della squadra e i tifosi mostrano deferenza verso l'allenatore riferendosi a lui come "il Mister", e rivolgendosi direttamente a lui chiamandolo "Mister", senza aggiungere il cognome. Ciò viene spiegato tradizionalmente con la conversione del gioco del calcio storico fiorentino nel football all'inglese fatto conoscere dai marinai britannici, che ne furono i primi allenatori in Italia.[9]
- Nel vecchio sistema di titoli olandese il titolo Mr era usato per un Master of Laws (LLM).